# Karṇa

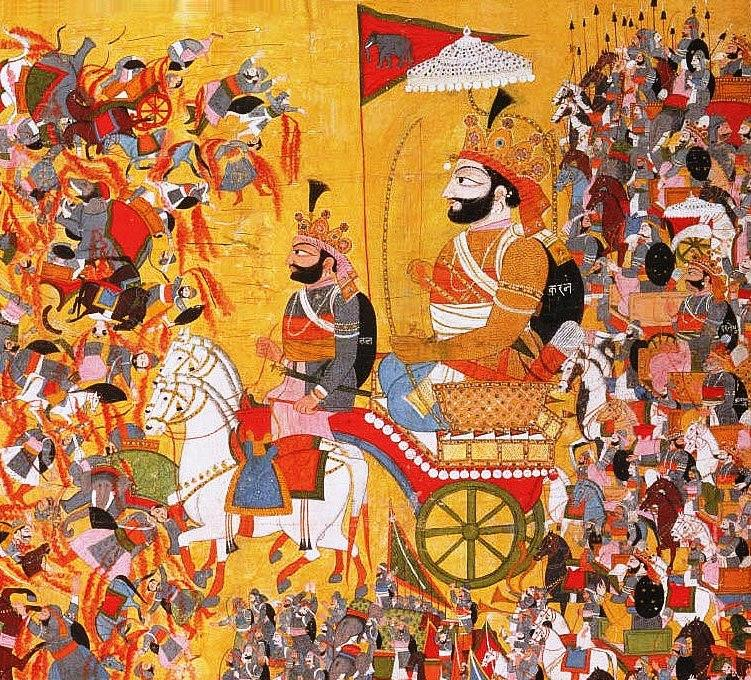
Karṇa, in un dipinto indiano

Karṇa (in sanscrito कर्ण) è uno dei personaggi principali del Mahābhārata, uno dei grandi poemi epici della mitologia dell'antica India.
Karṇa è considerato il più grande guerriero del Mahābhārata da parte di altri personaggi del poema, tra cui Kṛṣṇa e Bhīṣma, come indicato nel testo originale da Maharishi Veda Vyasa. Era il figlio di Sūrya (il dio del Sole) e Kunti, ma nato da questa prima del suo matrimonio con Pandu, e abbandonato alla nascita dalla madre.
Viene descritto come il più caro amico di Duryodhana, e combatté al suo fianco nella sanguinosa Guerra di Kurukṣetra contro i Pandava (di cui Karṇa era il fratello maggiore, ma illegittimo).
Per tutta la sua esistenza lottò contro la sfortuna, ma fu guidato dall'onore verso la parola data. È una figura improntata al coraggio e alla generosità.